# 168-й гаубичный артиллерийский полк
168-й гаубичный артиллерийский полк, 168-й гаубичный артиллерийский полк большой мощности, 168-й гаубичный артиллерийский полк РГК — воинская часть Вооружённых Сил СССР в Великой Отечественной войне.

## История
Полк сформирован в 1931 году. Принимал участие в Зимней войне, Польском походе и присоединении Бессарабии и Северной Буковины.
На вооружении полка состояли 203-мм гаубицы, к началу войны в количестве 45 единиц.
На 22 июня 1941 года дислоцируется в Черткове Тарнопольской области. С началом войны выделил 526-й артполк БМ.
В действующей армии во время Великой Отечественной войны с 22 июня 1941 по 3 августа 1941 и с 1 декабря 1941 по 26 июня 1943 года.
В начале июля 1941 года начал отход из Черткова на восток через Киев, Дарницу, с августа 1941 года в боях не участвовал, отведён в тыл. В конце ноября 1941 года занял позиции под Москвой
В январе 1942 года направлен на Волхов, где обеспечивает артиллерийскую поддержку войскам Волховского фронта в ходе Любанской операции, дислоцируется у деревни Новая. В апреле 1942 года из состава полка выделен 1197-й гаубичный артиллерийский полк.
С мая по август 1942 года, дислоцируясь у станции Ширино и деревни Плавники, ведёт бои за Киришский плацдарм, находившийся в руках противника. В августе 1942 года отведён в район Волхова и Кобоны, в конце месяца передан в 8-ю армию для участия в Синявинской операции, ведёт огонь с позиций у Гайтолово. В конце октября 1942 года полк вновь был отведён в тыл, снова в район Волхова и Кобоны.
В декабре 1942 года занял позиции близ реки Назия на подступах к Синявино и принял участие в прорыве блокады Ленинграда и последующих боях за Синявино. Весной 1943 года был снят с позиций и переведён на правый берег Невы напротив 8-й ГЭС, наблюдательный пункт полка остался на левом берегу в районе Арбузово, штаб полка расположился в Марьино близ Шлиссельбурга.
26 июня 1943 года преобразован в 224-й гвардейский гаубичный артиллерийский полк.

## Подчинение
| Дата            | Фронт (округ)                                              | Армия             | Корпус | Дивизия | Примечания                                     |
| --------------- | ---------------------------------------------------------- | ----------------- | ------ | ------- | ---------------------------------------------- |
| 22.06.1941 года | Юго-Западный фронт                                         | -                 | -      | -       | -                                              |
| 01.07.1941 года | Юго-Западный фронт                                         | 12-я армия        | -      | -       | -                                              |
| 10.07.1941 года | Юго-Западный фронт                                         | -                 | -      | -       | -                                              |
| 01.08.1941 года | Юго-Западный фронт                                         | -                 | -      | -       | -                                              |
| 01.09.1941 года | Харьковский военный округ                                  | -                 | -      | -       | -                                              |
| 01.10.1941 года | Московский военный округ                                   | -                 | -      | -       | -                                              |
| 01.11.1941 года | Приволжский военный округ                                  | -                 | -      | -       | -                                              |
| 01.12.1941 года | Войска обороны Москвы                                      | -                 | -      | -       | -                                              |
| 01.01.1942 года | Московская зона обороны                                    | -                 | -      | -       | -                                              |
| 01.02.1942 года | Волховский фронт                                           | -                 | -      | -       | -                                              |
| 01.03.1942 года | Волховский фронт                                           | -                 | -      | -       | -                                              |
| 01.04.1942 года | Волховский фронт                                           | 59-я армия        | -      | -       | без 3-го дивизиона в составе 2-й ударной армии |
| 01.05.1942 года | Ленинградский фронт (Группа войск Волховского направления) | 59-я армия        | -      | -       | -                                              |
| 01.06.1942 года | Ленинградский фронт (Волховская группа войск)              | 4-я армия         | -      | -       | -                                              |
| 01.07.1942 года | Волховский фронт                                           | 4-я армия         | -      | -       | -                                              |
| 01.08.1942 года | Волховский фронт                                           | 4-я армия         | -      | -       | -                                              |
| 01.09.1942 года | Волховский фронт                                           | 8-я армия         | -      | -       | -                                              |
| 01.10.1942 года | Волховский фронт                                           | 2-я ударная армия | -      | -       | -                                              |
| 01.11.1942 года | Волховский фронт                                           | 2-я ударная армия | -      | -       | -                                              |
| 01.12.1942 года | Волховский фронт                                           | 2-я ударная армия | -      | -       | -                                              |
| 01.01.1943 года | Волховский фронт                                           | 2-я ударная армия | -      | -       | -                                              |
| 01.02.1943 года | Волховский фронт                                           | 2-я ударная армия | -      | -       | -                                              |
| 01.03.1943 года | Ленинградский фронт                                        | 2-я ударная армия | -      | -       | -                                              |
| 01.04.1943 года | Волховский фронт                                           | 2-я ударная армия | -      | -       | -                                              |
| 01.05.1943 года | Ленинградский фронт                                        | 2-я ударная армия | -      | -       | -                                              |
| 01.06.1943 года | Ленинградский фронт                                        | -                 | -      | -       | -                                              |

## Командиры
- подполковник Штейн

## Отличившиеся воины полка
| Награда | Ф. И. О.                 | Должность                       | Звание            | Дата награждения | Примечания                   |
| ------- | ------------------------ | ------------------------------- | ----------------- | ---------------- | ---------------------------- |
|         | Зарников, Иван Семёнович | командир взвода штабной батареи | младший лейтенант | 11.04.1940       | пропал без вести в июле 1942 |